# Dudley Digges
Pour l'acteur irlandais, voir Dudley Digges (acteur).
Pour les articles homonymes, voir Dudley.
Sir Dudley Digges (Digges Court, Barnham, Kent, 19 mai 1583 - 18 mars 1639), de Chilham Castle, dans le Kent, est un membre du Parlement anglais, élu en 1614. Il est aussi un « Virginia adventurer », un investisseur qui place son capital dans la Virginia Company of London. Parmi les « planters » qui émigrent dans les années 1640, se trouve son fils Edward qui devient Gouverneur de Virginie.

## Biographie
Sir Dudley, membre de la noblesse, est le fils de Sir Thomas Digges, le célèbre géomètre, et de Anne St. Leger (1555-1636) d'une branche de la famille Neville.
Il épouse Lady Mary Kempe (née en 1583), la plus jeune des filles de Sir Thomas Kempe d'Olantigh, dans le Kent. Ils ont huit garçons et trois filles. À part Edward de Virginie, un autre fils, Dudley (1612-1643) publie un traité sur « the Illegality of Subjects taking up Arms against their Sovereigns » (1643).
Ayant reçu son diplôme à la Christ Church d'Oxford en 1601, Sir Dudley est nommé chevalier par Jacques Ier d'Angleterre à Whitehall le 29 avril 1607. 
Il est un ami de Henry Hudson. En 1610, il est un des commanditaires de son dernier voyage, au cours duquel le Cap Digges et les Îles Digges sont nommées en son honneur. Par la suite il soutient les explorations de William Baffin en 1615 et 1616 avec plusieurs membres du même groupe d'« adventurers ». Il est nommé ambassadeur en Moscovie en 1618-19 et ambassadeur spécial en Hollande (1620). Dans le Parlement de 1621, il est actif dans l'« impeachment » du duc de Buckingham pendant la crise de 1626 qui suit l'expédition avortée à Cadix, quand Sir Dudley et l'archevêque Abbot coopèrent pour coordonner l'attaque des chambres des Lords et des Communes. Sir Dudley est un temps emprisonné par ordre du roi, mais est libéré et remercié par le roi, un geste que John Eliot était incapable de faire. En 1636 il est nommé Master of the Rolls.

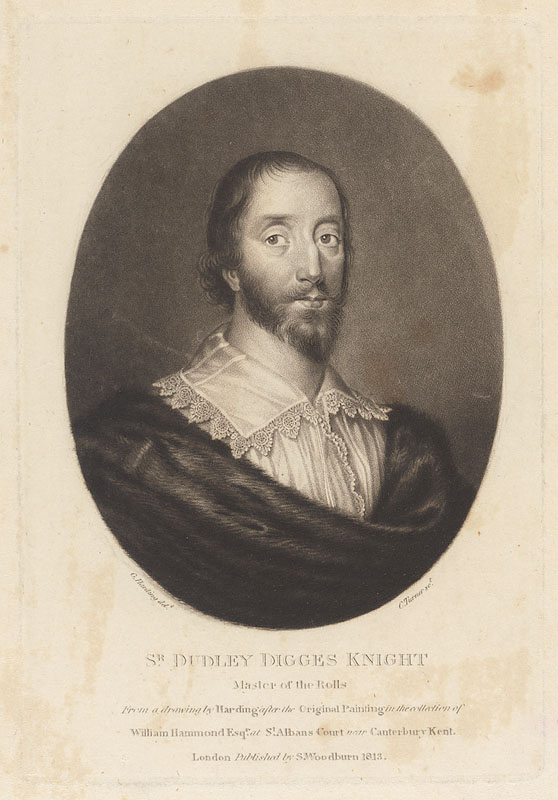
Dudley Digges

En 1631, il est membre de la commission créée par le Conseil Privé, pour inspecter l'état de la colonie de Virginie et voir ce qui peut y être fait. En 1634, il est nommé commissaire pour la Virginia Tobacco.
Il publie nombre d'ouvrages politiques et économiques :
- The Worthiness of Warre and Warriors (1604)
- The Defence of Trade (1615)
- Rights and Privileges of the Subject (1642)

Posthume: 
- The Compleat Ambassador: or Two Treaties of the Intended Marriage of Qu. Elizabeth of Glorious Memory (1655)